# حالت معلق
وقتی به تصویر نگاه میکنی 

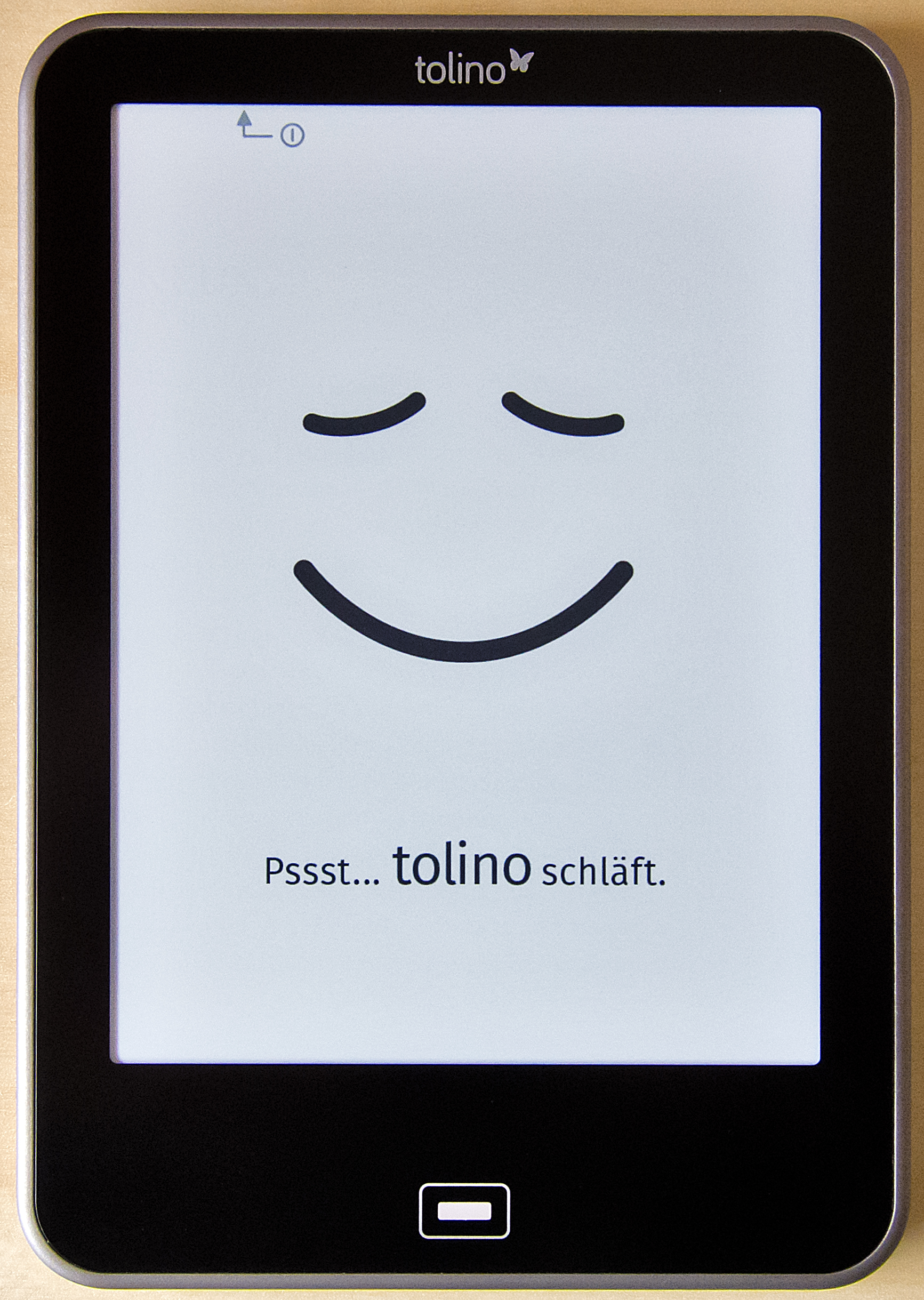
میشه گفت تصویر مرتبطه

حالت معلق یا حالت آماده به کار به حالت خاصی از وضعیت پردازش رایانه که برای جلوگیری از به هدر رفتن زمان پردازشگر طراحی شده‌است، می‌گویند.
در رایانه پردازش‌ها برای اجرا شدن در حافظه اصلی در صف انتظار برای پردازشگر منتظر آن می‌مانند. به دلیل اینکه پردازشگر سرعت بالایی دارد، در مواقعی تمامی پردازش‌ها برای ادامه روند خود منتظر عملی مثل عملیات I/O می‌مانند. در این حالت پردازشگر بیکار خواهد بود. در برخی سیستم‌عامل‌ها حالت معلق حلال این مشکل است. روش کار به این صورت است که فرایند از حافظه اصلی به دیسک منتقل می‌شود. زمانی که پردازشی در حافظه اصلی در حالت آماده نیست سیستم‌عامل پردازشی مسدود را از حافظه اصلی خارج کرده و به صف پردازش‌ها روی دیسک می‌برد. برای پرکردن فضای ایجاد شده، سیستم‌عامل دو راه خواهد داشت. یا فرایندی جدید را بپذیرد یا فرایندی که قبلاً معلق بوده را بپذیرد.